# Colline Metallifere
Le Colline Metallifere costituiscono il principale e più esteso sistema della pianura e marino dell'Antiappennino toscano. Si estendono nella parte centro-occidentale della Toscana, interessando ben quattro province, la parte sud-orientale della provincia di Livorno, la parte meridionale della provincia di Pisa, la parte sud-occidentale della provincia di Siena e la parte nord-occidentale della provincia di Grosseto (Colline Metallifere grossetane).

## Descrizione
Il territorio, se si eccettuano le vette delle Cornate di Gerfalco, del Poggio di Montieri e delle Carline di Travale, che superano i 1000 metri di quota, risulta prevalentemente collinare. Dalle Colline Metallifere nascono diversi corsi d'acqua: tra i più importanti il Cecina, il Cornia, il Merse. Il territorio è caratterizzato dalla presenza nel sottosuolo di risorse minerarie di vario tipo. Tra la provincia di Pisa, di Siena e di Grosseto sono presenti anche fonti di energia geotermica che si manifestano sotto forma di soffioni boraciferi e vengono utilizzate per la produzione di energia elettrica nelle centrali geotermiche presenti nella zona di Larderello. 
L'area interessa i territori comunali di Sassetta, San Vincenzo, Campiglia Marittima e Suvereto in provincia di Livorno; Monteverdi Marittimo, Pomarance e Castelnuovo di Val di Cecina in provincia di Pisa; Chiusdino, Monticiano, Radicondoli e, in parte, Casole d'Elsa e Sovicille in provincia di Siena; Monterotondo Marittimo, Montieri, Roccastrada, Massa Marittima, Gavorrano, Scarlino, Follonica e la parte settentrionale del comune di Castiglione della Pescaia in provincia di Grosseto. 
Già al tempo degli Etruschi, le Colline Metallifere erano conosciute e sfruttate per i giacimenti di ematite, pirite, calcopirite, allume, stibnite, calamina, blenda, galena e cassiterite per l'estrazione della montagna a Monte Valerio di Campiglia Marittima (sfruttato intensamente nella seconda guerra mondiale); l'attività estrattiva continuò sempre incessante e raggiunse il suo picco tra la seconda metà del XIX secolo ed il secondo dopoguerra, quando vennero sfruttati i giacimenti di lignite (miniere di Ribolla e Casteani), declinando poi rapidamente. A servizio di tali miniere fu sviluppata una variegata rete di teleferiche con collegamenti ferroviari e portuali, la maggior parte oramai soppresse. Dell'attività mineraria restano pozzi, gallerie, ferriere, paesi di minatori e ruderi di castelli nati nel medioevo a difesa dei preziosi filoni, soprattutto di rame ed argento, utilizzati per coniare moneta .

### Comuni
- Provincia di Livorno
  - San Vincenzo
  - Sassetta
  - Campiglia Marittima
  - Suvereto
- Provincia di Pisa
  - Monteverdi Marittimo
  - Pomarance
  - Castelnuovo di Val di Cecina
- Provincia di Siena
  - Chiusdino
  - Monticiano
  - Radicondoli
  - Casole d'Elsa
  - Sovicille
- Provincia di Grosseto
  - Monterotondo Marittimo
  - Montieri
  - Roccastrada
  - Massa Marittima
  - Gavorrano
  - Scarlino
  - Castiglione della Pescaia
  - Follonica